# مارلين هاسيت
مارلين هاسيت (بالإنجليزية: Marilyn Hassett)‏ هي ممثلة أمريكية، ولدت في 17 ديسمبر 1947 بلوس أنجلوس في الولايات المتحدة.

## أعمال

### أفلام
- (1969) هم يقتلون الخيول، أليس كذلك ؟[3]

## وصلات خارجية
- مارلين هاسيت على موقع IMDb (الإنجليزية)
- مارلين هاسيت على موقع أول موفي (الإنجليزية)
- مارلين هاسيت على موقع قاعدة بيانات الأفلام السويدية (السويدية)
- مارلين هاسيت على موقع قاعدة بيانات الفيلم (الإنجليزية)